# Atitude 67
Atitude 67 é uma banda brasileira de pagode formada em 2016 na cidade de Campo Grande, Mato Grosso do Sul. É composta por Pedro Pimenta (vocal), Éric Polizér (violão e vocal), Karan Cavallero (pandeiro e vocal), GP (rebolo), Leandro Osmar (reco-reco) Henrique Regenold e Gabriel Pereira (surdo).

## Discografia

### Álbuns ao vivo
| Álbum                       | Detalhes | Vendas         | Certificações     |
| --------------------------- | --- | -------------- | ----------------- |
| Atitude 67                  | - Lançamento: 23 de março de 2017 - Formatos: CD, download digital, streaming - Gravadora: Universal Music  | - UMG: 160.000 | - UMG: 2× Platina |
| Sempre Foi Pagode (Ao Vivo) | • Lançamento: 30 de junho de 2022 • Formatos: CD, download digital e streaming • Gravadora: Universal Music | •              |                   |

### Extended plays (EPs)
- Atitude 67 Vol. 1 - Ao Vivo (2017)
- Atitude 67  Vol. 2 - Ao Vivo (2017)
- Atitude 67 Vol. 3 - Ao Vivo (2017)
- De Perto, Vol. 1 - Ao Vivo (2018)
- De Perto, Vol. 2 - Ao Vivo (2018)
- De Perto, Vol. 3 - Ao Vivo (2018)
- Laje 67  (2018)
- Praia 67  (2018)
- Luau 67  (2019)
- Casa 67  (2019)
- Label 67 (2019)
- Sunset 67 (2020)

### Singles

#### Como artista principal
| Título                                                                                  | Ano  | Melhores posições | Certificações     | Álbum             |
| Título                                                                                  | Ano  | BRA               | Certificações     | Álbum             |
| --------------------------------------------------------------------------------------- | ---- | ----------------- | ----------------- | ----------------- |
| "Cerveja de Garrafa"                                                                    | 2017 | 35                | - PMB: Diamante   | Atitude 67        |
| "Saidera"                                                                               | 2017 | 51                | - PMB: Platina    | Atitude 67        |
| "Vem"                                                                                   | 2018 | 40                | - PMB: Platina    | Laje 67           |
| "Tão Linda"                                                                             | 2019 | —                 | - PMB: 2× Platina | Casa 67           |
| "Vou Revelar"                                                                           | 2021 | —                 |                   | —                 |
| "Chega Diferente" (part. Ivete Sangalo)                                                 | 2021 | —                 |                   | —                 |
| "Me Chama de Copo" (part: Menos é Mais)                                                 | 2022 |                   |                   | Sempre Foi Pagode |
| "Pelada" (part: Ferrugem)                                                               | 2022 |                   |                   |                   |
| "Flashback"                                                                             | 2022 |                   |                   |                   |
| "Deus Abençoe o Rolê"                                                                   | 2022 |                   |                   |                   |
| "—" denota singles que não entraram nas paradas musicais ou não foram lançados no país. |      |                   |                   |                   |

#### Singles promocionais
| Título                            | Ano  | Álbum                         |
| --------------------------------- | ---- | ----------------------------- |
| "Agora É Hexa" (part. Anavitória) | 2018 | Não adicionado a nenhum álbum |

#### Como artista convidado
| Título                                                                                  | Ano  | Melhores posições    | Álbum                         |
| Título                                                                                  | Ano  | BRA                  | Álbum                         |
| --------------------------------------------------------------------------------------- | ---- | -------------------- | ----------------------------- |
| "Tudo Ao Contrário" (Analaga part. Atitude 67)                                          | 2018 | —                    | Não adicionado a nenhum álbum |
| "Louvado Seja" (Analaga part. Atitude 67)                                               | 2018 | —                    | Não adicionado a nenhum álbum |
| ”Me Deixa Pra Lá (Dilsinho part. Atitude 67)                                            | 2018 | —                    | Open House                    |
| "Página Marcada" (Ana Clara part. Atitude 67)                                           | —    | A Gente Sempre Ganha |                               |
| "Não Precisa Mudar" (Analaga part. Atitude 67)                                          | 2019 | —                    | Não adicionado a nenhum álbum |
| "Pó Pará" (Amanda Coronha part. Atitude 67 e Analaga)                                   | 2019 | —                    | Não adicionado a nenhum álbum |
| "Solto" (Léo Santana part. Atitude 67)                                                  | 2019 | —                    | Ao Vivo em São Paulo          |
| "—" denota singles que não entraram nas paradas musicais ou não foram lançados no país. |      |                      |                               |

### Outras aparições
| Título                                                                | Ano  | Álbum                         |
| --------------------------------------------------------------------- | ---- | ----------------------------- |
| "Alô Gatinha" (Vamoaê! part. Atitude 67)                              | 2017 | Éissoaê!                      |
| "Áries" (Hotelo part. Atitude 67)                                     | 2018 | Mapa Astral                   |
| "Cerveja de Garrafa" (Remix) (Analaga part. Atitude 67 e Brabo)       | 2018 | Não adicionado a nenhum álbum |
| "Modo Avião" (Thiaguinho part. Atitude 67)                            | 2018 | AcúsTHico                     |
| "Qual É A Do Amor" (João Gustavo & Murilo part. Atitude 67 e Analaga) | 2018 | Espelho no Teto               |

## Prêmios e indicações
| Ano  | Prêmio                                | Categoria             | Indicação  | Resultado | Ref.  |  |
| ---- | ------------------------------------- | --------------------- | ---------- | --------- | ----- |  |
| 2018 | Prêmio Multishow de Música Brasileira | Fiat Argo Experimente | Atitude 67 | Indicado  | [ 5 ] |  |
| 2018 | Prêmio Jovem Brasileiro               | Melhor Banda          | Atitude 67 | Indicado  |       |  |
| 2019 | Prêmio Multishow de Música Brasileira | Melhor Grupo          | Atitude 67 | Venceu    |       |  |
| 2022 | Prêmio Jovem Brasileiro               | Melhor Banda          | Atitude 67 | Indicado  | [ 6 ] |  |